# Oscaruddelingen 1951
Oscaruddelingen 1951 var den 23. oscaruddeling, hvor de bedste film fra 1950 blev hædret af Academy of Motion Picture Arts and Sciences. Uddelingen blev afholde 29. marts på RKO Pantages Theatre i Los Angeles, USA. Filmen Alt om Eva var nomineret til 14 oscars, hvilket var det højeste antal nomineringer nogensinde på din tid. Marlene Dietrich vakte opsigt, da hun havde en kjole på, der kun gik til knæene. 

## Priser
| Bedste Film præsenteret af Ralph Bunche | Bedste Istruktør præsenteret af Leo McCarey |
| --- | --- |
| - Alt om Eva - Født i går - Brudens far - Kong Salomons Miner - Sunset Boulevard | - Joseph L. Mankiewicz – Alt om Eva - George Cukor – Født i går - John Huston – Asfaltjunglen - Carol Reed – Den tredje mand - Billy Wilder – Sunset Boulevard |
| Bedste Mandlige Hovedrolle præsenteret af Helen Hayes | Bedste Kvindelige Hovedrolle præsenteret af Broderick Crawford |
| - José Ferrer – Cyrano de Bergerac - den sidste musketer - Louis Calhern – The Magnificent Yankee - William Holden – Sunset Boulevard - James Stewart – Harvey - Spencer Tracy – Brudens far | - Judy Holliday – Født i går - Anne Baxter – Alt om Eva - Bette Davis – Alt om Eva - Eleanor Parker – Indespærret - Gloria Swanson – Sunset Boulevard |
| Bedste Mandlige Birolle præsenteret af Mercedes McCambridge | Bedste Kvindelige Hovedrolle præsenteret af Dean Jagger |
| - George Sanders – Alt om Eva - Jeff Chandler – Den brudte pil - Edmund Gwenn – Mister 880 - Sam Jaffe – Asfaltjunglen - Erich von Stroheim – Sunset Boulevard | - Josephine Hull – Harvey - Hope Emerson – Indespærret - Celeste Holm – Alt om Eva - Nancy Olson – Sunset Boulevard - Thelma Ritter – Alt om Eva |
| Bedste Filmatisering præsenteret af Ruth Chatterton | Bedste Historie og Manuskript præsenteret af Ruth Chatterton |
| - Alt om Eva – Joseph L. Mankiewicz - Den brudte pil – Albert Maltz - Brudens far – Frances Goodrich og Albert Hackett - Asfaltjunglen – Ben Maddow og John Huston - Født i går – Albert Mannheimer | - Sunset Boulevard – Charles Brackett, Billy Wilder og D. M. Marshman, Jr. - Stækkede vinger – Carl Foreman - Adams ribben – Ruth Gordon and Garson Kanin - Indespærret – Virginia Kellogg og Bernard C. Schoenfeld - Ingen vej ud – Joseph L. Mankiewicz og Lesser Samuels                                                                                |
| Bedste Historie præsenteret af Ruth Chatterton | Bedste Korte Animationsfilm præsenteret af Phyllis Kirk |
| - Panik – Edna Anhalt og Edward Anhalt - Farligt rygte – William Bowers og Andre de Toth - Riso amaro – Giuseppe De Santis og Carlo Lizzani - Dengang vi drog afsted – Sy Gomberg - Mystery Street – Leonard Spigelgass | - Gerald McBoing-Boing - Jerry's Cousin - Trouble Indemnity |
| Bedste Dokumentar præsenteret af Coleen Gray | Bedste Korte Dokumentar præsenteret af Coleen Gray |
| - The Titan: Story of Michelangelo - With These Hands | - Why Korea? - The Fight: Science Against Cancer - The Stairs |
| Bedste Kortfilm, One-Reel præsenteret af Phyllis Kirk | Bedste Kortfilm, Two-Reel præsenteret af Phyllis Kirk |
| - Grandad of Races – Gordon Hollingshead - Blaze Busters – Robert Youngson - Wrong Way Butch – Pete Smith | - In Beaver Valley - Grandma Moses - My Country 'Tis of Thee |
| Bedste Drama eller Komedie Musik præsenteret af Gene Kelly | Bedste Musical Musik præsenteret af Gene Kelly |
| - Sunset Boulevard – Franz Waxman - INgen tårer for min skyld – George Duning - Alt om Eva – Alfred Newman - Flammen og pilen – Max Steiner - Samson og Dalila – Victor Young | - Annie Get Your Gun – Adolph Deutsch og Roger Edens - Regimentet danser – Ray Heindorf - I'll Get By – Lionel Newman - Tre små ord – André Previn - Askepot – Oliver Wallace og Paul J. Smith |
| Bedste Sang præsenteret af Gene Kelly | Bedste Lydoptagelse præsenteret af Marilyn Monroe |
| - "Mona Lisa" fra Kaptajnen fra U.S.A. – Musik og Tekst af Ray Evans og Jay Livingston - "Be My Love" from Den syngende fisker – Musik af Nicholas Brodszky; Tekst af Sammy Cahn - "Bibbidi-Bobbidi-Boo" fra Askepot – Musik og Tekst af Mack David, Al Hoffman og Jerry Livingston - "Mule Train" fra Den fredløse sherif – Musik og Tekst af Fred Glickman, Hy Heath og Johnny Lange - "Wilhelmina" fra Venus fra Chicago – Musik af Josef Myrow; Tekst af Mack Gordon | - Alt om Eva – Thomas T. Moulton, Twentieth Century-Fox Studio Sound Department - Trio – Cyril Crowhurst, Pinewood Studio Sound Dept. - Du er vor egen – Gordon Sawyer, Samuel Goldwyn Studio Sound Department - Louisa – Leslie I. Carey, Universal-International Studio Sound Department - Askepot – C. O. Slyfield, Walt Disney Studio Sound Department |
| Bedste Scenografi, Sort og Hvid præsenteret af Lex Barker og Arlene Dahl | Bedste Scenografi, Farver præsenteret af Lex Barker og Arlene Dahl |
| - Sunset Boulevard – Hans Dreier, John Meehan, Sam Comer og Ray Moyer - Den røde Donau – Cedric Gibbons, Hans Peters, Edwin B. Willis og Hugh Hunt - Alt om Eva – Lyle Wheeler, George Davis, Thomas Little og Walter M. Scott | - Samson og Dalila – Hans Dreier, Walter H. Tyler, Sam Comer og Ray Moyer - Måneskibet – Ernst Fegte og George Sawley - Annie Get Your Gun – Cedric Gibbons, Paul Groesse, Edwin B. Willis og Richard A. Pefferle |
| Bedste Fotografering, Sort og Hvid præsenteret af Debbie Reynolds | Bedste Fotografering, Farver præsenteret af Debbie Reynolds |
| - Den tredje mand – Robert Krasker - Alt om Eva – Milton R. Krasner - Det flammende had – Victor Milner - Asfaltjunglen – Harold Rosson - Sunset Boulevard – John F. Seitz | - Kong Salomons Miner – Robert L. Surtees - Samson og Dalila – George Barnes - Flammen og pilen – Ernest Haller - Den brudte pil – Ernest Palmer - Annie Get Your Gun – Charles Rosher |
| Bedste Kostumer, Sort og Hvid præsenteret af Jan Sterling | Bedste Kostumer, Farver præsenteret af Jan Sterling |
| - Alt om Eva – Edith Head og Charles LeMaire - Født i går – Jean Louis - The Magnificent Yankee – Walter Plunkett | - Samson and Delilah – Edith Head, Dorothy Jeakins, Elois Jenssen, Gile Steele og Gwen Wakeling - Familien Forsyte – Walter Plunkett og Valles - Sorte rose – Michael Whittaker |
| Bedste Klipning præsenteret af Debra Paget | Bedste Visuelle Effekter præsenteret af Jane Greer |
| - Kong Salomons Miner – Ralph E. Winters og Conrad A. Nervig - Den tredje mand – Oswald Hafenrichter - Alt om Eva – Barbara McLean - Annie Get Your Gun – James E. Newcom - Sunset Boulevard – Arthur P. Schmidt og Doane Harrison | - Måneskibet – George Pal Productions og Eagle Lion Classics - Samson og Dalila – Cecil B. DeMille Productions og Paramount |

### Ærespriser
præsenteret af Charles Brackett
- George Murphy
- Louis B. Mayer

### Bedste Udenlandske Film
præsenteret af Marlene Dietrich
- Le mura di Malapaga (Frankrig/Italien)

### Irving G. Thalberg Memorial Award
- Darryl F. Zanuck